# قضیه هلمهولتز
قضیه هلم‌هولتز (به انگلیسی: Helmholtz's theorem) قضیه‌ای بنیادین در در فیزیک و ریاضیات ، در زمینه حساب برداری، است که همچنین به نام قضیه اساسی حساب برداری نامیده می‌شود، بیان می‌کند که هر میدان برداری صاف و به سرعت محو شونده‌ای در فضای سه بعدی می تواند به مجموع میدان غیرگردشی (بی کرل) و میدان سلونوئیدی (بی دیورژانس) تقسیم شود؛ که این اصل بنام تجزیه هلمهولتز یا تمثیل هلمهولتز شناخته می‌شود. نام این اصل به افتخار هرمان فون هلمهولتز می‌باشد.
یک فضای برداری غیر چرخشی دارای یک پتانسیل اسکالر و یک پتانسیل برداری می‌باشد، تجزیه هلمهولتز بیان می‌کند که هر میدان برداری را (که شرایط صافی و محو شوندگی را ارضا کند) می‌توان به مجموع {\displaystyle -\operatorname {grad} \Phi +\operatorname {curl} \mathbf {A} } تجزیه کرد، که در آن Φ میدان اسکالر و A میدان برداری می‌باشند.